# 불화살-3-31
불화살-3-31은 북한이 개발중인 순항미사일이다.

## 역사
2024년 1월 24일, 북한 미사일총국은 개발 중인 신형 전략순항미사일 '불화살-3-31'형을 첫 시험발사했다. 조선중앙통신이 25일 보도했다.
'불화살-3-31'도 기존 화살형과 마찬가지로 전술핵탄두 화산-31형을 탑재할 수 있을 것으로 추정된다. 명칭에서 '31'은 '화산-31'형을 탑재했다는 의미일 가능성이 있다.

## 킬로급 잠수함
북한은 수중배수량 1800t인 킬로급 잠수함 20여 척 등 70여 척의 잠수함을 보유하고 있는 것으로 알려져 있지만 순항미사일을 발사한 것은 영웅함이 처음이다.
1998년 6월, 별도의 러시아 정부소식통에 의하면 북한이 구입을 검토하고 있는 것은 최신예 디젤잠수함 킬로급 633형으로 러시아가 중국 수출용으로 건조한 잠수함과 동형이다. 
2023년 4월 25일, 러시아가 동해에서 해상훈련을 했다. 참가한 디젤 잠수함 2척은 길이 74ｍ인 개량형 킬로급 잠수함이다. 칼리브르 순항미사일을 탑재했으며, 순항거리는 최대 1만2천㎞다. 개량형 킬로급 잠수함에는 어뢰 18발과 대공미사일 8발이 탑재돼 있다.
킬로급 잠수함(636형)은 정숙도가 뛰어나 미국은 "블랙홀"이라고 부른다. 해양 정찰, 감시 임무 외에 대잠전(ASW)과 대함전(ASuW) 능력이 특히 뛰어나다. 예를 들어, 동 형 잠수함은 9K35 스트렐라-10 혹은 9K38 이글라 잠대공 미사일 8발을 장착할 수 있는데 스트렐라-3(나토명 SA-N-8 Gremlin)은 적외선 추적 방식이며 최대 사거리는 6킬로미터이다. 이글라(나토명 SA-N-10 Gimlet) 미사일 또한 적외선 추적이나 마하(Mach) 1.65의 속도로 5킬로미터 밖의 목표물을 타격할 수 있다.
베트남은 킬로급 잠수함 6척을 보유했다. 베트남은 러시아에서 수입한 SS-N-27 시즐러(3M-54 칼리브르) 대함 미사일을 킬로급 잠수함에 탑재한 것으로 추정된다. 이 대함 미사일은 사정거리 220㎞여서 베트남 영해에서도 남중국해의 선박을 공격할 수 있으므로 중국에는 매우 위협적이다.

## 칼리브르 순항미사일
칼리브르 순항미사일은 미국산 토마호크 미사일과 동급으로 평가받는데 어뢰 발사관을 통해 발사할 수 있고 최대 사거리는 약 2천500㎞이다. 특히 잠수함에서 발사되면 해저 50ｍ에서도 발사가 가능한 것으로 알려졌다.
칼리브르 순항미사일은 러시아가 한국에 킬로급 잠수함을 수출하려고 할 때, 판매하겠다면서, 동해상의 게임체인저가 될 것이라고 주장한 미사일이다. 다양한 사거리 버전이 있다.
3M14K (SS-N-30A)잠대지. 길이 6.2 m, 탄두중량 450 kg, 사거리 2500 km, 종말속도 마하 0.8, 내수형
Kalibr-M잠대지. 사거리 4500 km, 개발중, 내수형
3M-14E잠대지. 길이 6.2 m, 탄두중량 450 kg, 사거리 300 km, 종말속도 마하 0.8, 수출형
북한이 이번에 시험발사한 불화살-3-31은 공개된 사진에서 길이가 짧아, 사거리가 짧은 것으로 추정된다. 완전한 독자기술이 아니라면, 러시아 칼리브르 순항미사일 기술을 도입했을 수 있다.
서울은 1메가톤 수소폭탄 한 발로 천만명이 전멸한다고 알려져 있다. 러시아의 칼리브르 핵순항미사일은 450 kt급 수소폭탄을 탑재한다. 따라서 칼리브르 2발이면 서울시가 전멸할 수 있다.

## 화산-31
러시아의 칼리브르 핵순항미사일은 450 kt 수소폭탄을 탑재하기 때문에, 전술핵이 아니라 전략핵이다. 전술핵은 소형 핵폭탄으로, 주로 군대를 공격하는 용도이고, 전략핵은 대도시를 전멸하는 용도로 사욜한다.
그런데, 한미 핵전문가들과 정부당국은 화산-31의 폭발력이 10 kt이며, 전략핵인 3차 수소폭탄도 아니라 그냥 전술핵인 1차 핵분열탄이라고 본다. 따라서 전술핵이므로, 군대만 공격하는 용도로 보고 있다. 만약 잘못된 분석이고, 화산-31의 폭발력이 450 kt의 3차 핵반응을 하는 수소폭탄이라면, 한국의 핵방어 정책이 크게 바뀔 수 있다.